# NGC 935 وIC 1801
NGC 935 وIC 1801 هي اصطدام مجري، تتبع كوكبة الحمل. اكتشفها لويس سويفت في 18 سبتمبر 1885.

## روابط خارجية
- NGC 935 وIC 1801 على موقع ويكي سكاي: DSS2, SDSS, GALEX, IRAS, Hydrogen α, X-Ray, Astrophoto, Sky Map, Articles and images